# アリシェル・ユスポフ

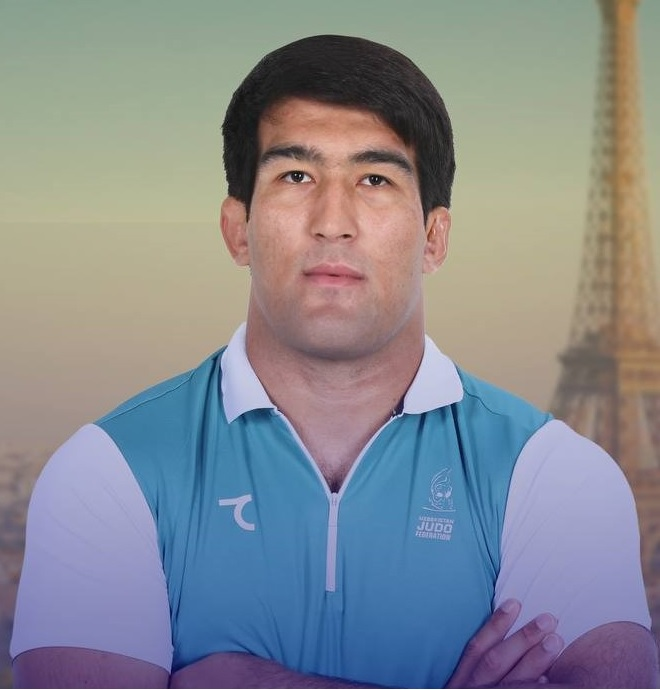

アリシェル・ユスポフ（Alisher Yusupov　1998年12月2日- ）はウズベキスタン出身の柔道選手。階級は100kg超級。

## 経歴
2017年のアジアジュニア100㎏超級で3位になるも、世界ジュニアでは5位だった。2019年のグランドスラム・大阪では3位になった。2021年の世界団体でも3位だった。2022年の世界選手権では7位だったが、グランドスラム・アンタルヤ、グランドスラム・トビリシ、グランドスラム・バクーでそれぞれ2位となった。ワールドマスターズでは準々決勝で元世界チャンピオンの影浦心を破るなどして3位になった。2023年のグランドスラム・パリでは準決勝でテディ・リネールに敗れて3位だったが、地元で開催されたグランドスラム・タシケントでは準決勝で世界チャンピオンのアンディ・グランダ、決勝で世界2位の斉藤立をそれぞれ破って優勝した。世界選手権では準決勝で中立の立場で出場したロシアのイナル・タソエフに敗れるも、3位決定戦で影浦に技ありを先取されながら腕挫十字固で逆転勝ちして3位になった。2024年の世界選手権では3位だった。パリオリンピックでは準々決勝でタジキスタンのテムール・ラヒモフに反則負けを喫するも、その後の3位決定戦で斉藤を腕挫十字固で破って銅メダルを獲得した。
IJF世界ランキングは5576ポイント獲得で2位(25/2/17現在)。

## 主な戦績
- 2017年 - アジアジュニア　3位
- 2017年 - 世界ジュニア　5位
- 2018年 - アジアジュニア　2位
- 2019年 - グランプリ・ザグレブ　3位
- 2019年 - グランドスラム・大阪　3位
- 2021年 - 世界団体　3位
- 2022年 - グランドスラム・アンタルヤ　2位
- 2022年 - グランドスラム・トビリシ　2位
- 2022年 - イスラム諸国連帯競技大会　2位
- 2022年 - 世界選手権　7位
- 2022年 - グランドスラム・バクー　2位
- 2022年 - ワールドマスターズ　3位
- 2023年 - グランドスラム・パリ　3位
- 2023年 - グランドスラム・タシケント　優勝
- 2023年 -　世界選手権　3位
- 2023年 - アジア大会　個人戦　3位　団体戦　2位
- 2024年 -　グランドスラム・パリ　3位
- 2024年 -　アジア選手権　団体戦 3位
- 2024年 - 世界選手権　3位
- 2024年 - パリオリンピック　3位
- 2025年 - グランドスラム・タシケント　3位

(出典、)